# Guido Masetti
Pour les articles homonymes, voir Masetti.
Guido Masetti (né le 22 novembre 1907 à Vérone et mort le 27 novembre 1993 à Rome) est un footballeur et entraîneur italien.

## Biographie
En tant que gardien de but, Guido Masetti est international italien à deux reprises (1936-1939) pour aucun but inscrit. Ses deux sélections sont honorées contre la Suisse en 1936 et en 1939.
Il fait partie des joueurs sélectionnés pour la Coupe du monde de football de 1934 et bien qu'il ne joue aucun match, il remporte le tournoi. De même pour la Coupe du monde de football de 1938, qu'il remporte sans jouer.
Il commence sa carrière à l'Hellas Vérone jusqu'en 1930, en Serie B, sans rien remporter. Puis de 1930 à 1943, il joue pour l'AS Rome. Il remporte un championnat d'Italie en 1942, seul titre en club.
De 1943 à 1957, il fait une carrière d'entraîneur : il dirige à trois reprises l'AS Rome, le club de Gubbio et l'US Palerme. Il remporte avec le premier, le championnat romain de guerre en 1945. Avec les autres clubs, il ne remporte rien.

## Clubs

### En tant que joueur
- 1929-1930 : Hellas Vérone
- 1930-1943 : AS Rome

### En tant qu'entraîneur
- 1943-1945 : AS Rome
- 1946-1947 : Gubbio
- 1950-1951 : AS Rome
- 1951-1952 : US Palerme
- 1955-1956 : Colleferro
- 1956-1957 : AS Rome

## Palmarès

### En tant que joueur
- Coupe du monde de football
  - Vainqueur en 1934 et en 1938, avec la particularité, comme Pepe d’être double vainqueur en ayant jamais joué lors de ces 2 coupe du monde
- Championnat d'Italie de football
  - Champion en 1942
  - Vice-champion en 1931 et en 1936
- Coupe d'Italie de football
  - Finaliste en 1937 et en 1941

### En tant qu'entraîneur
- Championnat romain de guerre
  - Champion en 1945
  - Vice-champion en 1944